# Heggholmen fyr
Heggholmen fyr ist ein Leuchtfeuer auf der ehemaligen Insel und heutigen Halbinsel Heggholmen im Inneren Oslofjord an der Hauptzufahrt des Osloer Hafens. Heggholmen wurde in den letzten Jahrzehnten mit Gressholmen und Rambergøya verbunden.
Das Leuchtfeuer ist als Ecklampe an einem 1½-stöckigen Holzgebäude angebaut. Auf dem Dach des Gebäudes befindet sich ein Turm mit Nebelglocke und -horn. Das Gebäude wurde 1826 errichtet und 1876 im Schweizer Stil umgebaut.

## Geschichte
Bereits 1827 hatte die „Christiania Havnecommision“ mit Gouverneur Svend Iversen, der gegenüber in Nesodden lebte, einen Vertrag geschlossen, damit dieser einen Unterbau für die Installation eines Lampenfeuers errichtet. Dafür erhielt er vier Speciedaler sowie „die Herrschaft über Hægholmen und den zugehörigen Ruhm für ewige Zeit“.
Der Leuchtturm wurde ab 1928 als erster in Norwegen elektrisch betrieben und 1959 automatisiert. Der letzte Leuchtturmwärter verließ den Turm 1972. Seither wird das Feuer automatisch betrieben.

## Kulturdenkmal
Der Leuchtturm von Heggholmen ist seit dem 23. Mai 1997 Kulturdenkmal.